# 日土地銀座ビル
日土地銀座ビル（にっとちぎんざビル）は、東京都中央区銀座7丁目にあるオフィス・賃貸住宅の複合ビルである。

## 歴史
以前は日本交通グループの日交総本社（のちのリバティーエステート、2006年倒産）が所有する日交銀座ビルが建っており、紀文食品が本社を置いていた。2004年に、日本土地建物系のファンドが日交総本社より建物を取得、2007年8月には日本土地建物が入札により取得した。紀文食品は2007年7月に転出して空きビルになっており、2008年7月より新ビルの建設に着手。2010年1月に竣工した。本ビルは、日本土地建物にとっては銀座で初の物件となる。

## 建築
1階から10階まではオフィスで、中央労働金庫銀座支店や味の素冷凍食品本社などが入居。11・12階は「ラフィーヌ銀座」の名称で、全室メゾネットタイプの17戸の賃貸マンションとなっている。住宅を併設することにより、2006年に中央区が制定した「新銀座ルール」に基づく容積率の割り増しを受けている。昭和通りと中央市場通りが交わる銀差東7丁目交差点角に面しており、通りに面した外壁はガラスカーテンウォールが採用されている。11階共用部分には吹き抜けの中庭、最上部は屋上庭園が設えられた。